# Armidia
Armidia är ett släkte av skalbaggar som beskrevs av Étienne Mulsant 1862. Armidia ingår i familjen flugbaggar.
Släktet innehåller bara arten Armidia signata.